# John Gassner
John Waldhorn Gassner (* 30. Januar 1903 in Máramarossziget; † 2. April 1967 in New Haven) war ein ungarisch-amerikanischer Theaterwissenschaftler, Kulturjournalist, Pädagoge und Herausgeber.

## Jugend und Ausbildung
Er wurde im ungarischen Dorf Máramarossziget (heute Rumänien) geboren und erhielt den Namen Jeno Waldhorn Gassner. Mit seinen Eltern wanderte er 1911 nach New York aus. In einer amerikanischen Schule entdeckte er seine Leidenschaft für das Theater; nach nur vier Jahren in New York spielte er eine Rolle in der Schultheaterinszenierung von Shakespeares Sturm. Gassner erhielt die Hochschulreife von Dewitt Clinton High School in The Bronx. In seiner Jugend sympathisierte er mit dem Sozialismus.

## Als Schriftsteller
Gassner war als Lektor und Herausgeber besonders umtriebig. Er begann seine Karriere als Theaterkritiker für The New York Herald-Tribune (1925–1928); für New Theatre Magazine schrieb er auch öfter (von 1934 bis 1937), ebenso The Forum (1937), Time Magazin (1938), Direction (1937–1941), One Act Play Magazine (1937–1941) und – unter vielen anderen – The Tulane Drama Review (1957–1967). Er wurde Mitglied des Gremiums der TDR Herausgeber im Jahr 1958. In den 1950er Jahren verfasste er jährlich "Broadway in Review", eine Rückschau über die Theaterereignisse am Broadway. Dabei ging sein vergleichender Blick auch über den Atlantik, auf die großen europäischen Theater.

## Literarisches Schaffen, Theater und Universität
Von 1931 bis 1944 wirkte er als Lektor und Herausgeber von Dramen vom Theatre Guild, dessen Vorsitz er später übernahm.
1940 wurde er Mitglied von Erwin Piscators „Dramatic Workshop“ an der New School; dort unterrichtete er auch Dramaturgie und Theatergeschichte bis ins Jahr 1949.
Die Yale University ernannte Gassner zum Exzellenzposten eines Sterling Professors im Jahr 1956. Er unterrichtete Komposition und Theorie von Theaterliteratur an der Yale Drama School. Ebenso unterrichtete er an der Columbia University.
Gassner entdeckte einige Schriftsteller und stand ihnen als Mentor zur Seite, darunter Arthur Miller und Tennessee Williams. Besonders die Genannten haben die Entwicklung des amerikanischen Theaters nachhaltig beeinflusst. Er half auch Lektoren und Kollegen im Verlagswesen, etwa Edmund Fuller.
Gassner starb an Herzversagen im Alter von 64. In einem Nachruf schrieb der Kritiker, Regisseur, Herausgeber und Theoretiker Richard Schechner, Gassner habe die seltene Mischung von Menschlichkeit und Intelligenz verkörpert.

## Anthologien und Monographien (Auswahl)
Gassners Anthologien erschienen regelmäßig und wurden zu Standardwerken unter den Veröffentlichungen dramatischer Literatur auf dem englischsprachigen Büchermarkt. Lange nach seinem Tod gab Crown Publishers noch in den 1990er Jahren unter dem Titel The Best American Plays eine Reihe von Anthologien heraus, die zwar von anderen Herausgebern selektiert wurden, aber als Teil der Serie John Gassner Best Plays gelten. Gassners Arbeit als Herausgeber und Anthologe war so ambitioniert, dass Milton Esterow über ihn sagte, dass kaum ein Tag vergehe, ohne dass ein Buch von John Gassner erscheine.
- Best Plays of the Early American Theatre: From the Beginning to 1916
- The Reader's Encyclopedia of World Drama
- Twenty-five Best Plays of the Modern American Theatre: Early Series
- Twenty Best European plays on the American Stage
- Best American Plays (Reihe)
- Eugene O'Neill
- Producing the Play
- Masters of the Drama
- Treasury of the Theater

## Archivbestände
Ein großer Teil von Gassners Nachlass befindet sich im Harry Ransom Center. Ein kleinerer Bestand liegt in der Sterling Memorial Library von Yale.